# Awne Chefetz
Awne Chefetz (hebräisch אַבְנֵי חֵפֶץ; englisch Avne Hefez) ist eine völkerrechtlich illegale Gemeinschaftssiedlung  im Westjordanland. Er gehört zur Regionalverwaltung Schomron  und liegt in der Nähe der Städte  Tulkarm (arabisch طولكرم hebräisch טולכרם), Enaw (hebräisch עֵנָב) und Sal'it (hebräisch סַלְעִית).
Der Ort wurde 1990 gegründet. Im Jahr 2018 hatte Awne Chefetz eine Bevölkerung von 1895 Einwohnern.. Der Name bezieht sich auf Jes 54,12 .